# Emo (Irlanda)
Emo (dall'irlandese: Ioma, che significa "letto o luogo di riposo") è un villaggio nella contea del Laois, in Irlanda. Si trova vicino a Portlaoise sulla strada regionale R422 appena fuori dall'autostrada M7 Dublino - Limerick.

## Storia
Il villaggio di Emo si sviluppò nel XVIII secolo originariamente intorno alle porte di Emo Court. Il "pub" del villaggio, il New Inn (ora chiamato "Gate House"), risale alla fondazione del villaggio, così come la chiesa cattolica gotica, che contiene la tomba di Joseph Boehm. La casa parrocchiale e le terre accanto alla chiesa furono concesse dal Conte di Portarlington a un prezzo simbolico.
Emo Court è stato progettata nel 1790 dall'architetto James Gandon per il primo conte di Portarlington ed è un noto esempio dello stile neoclassico.

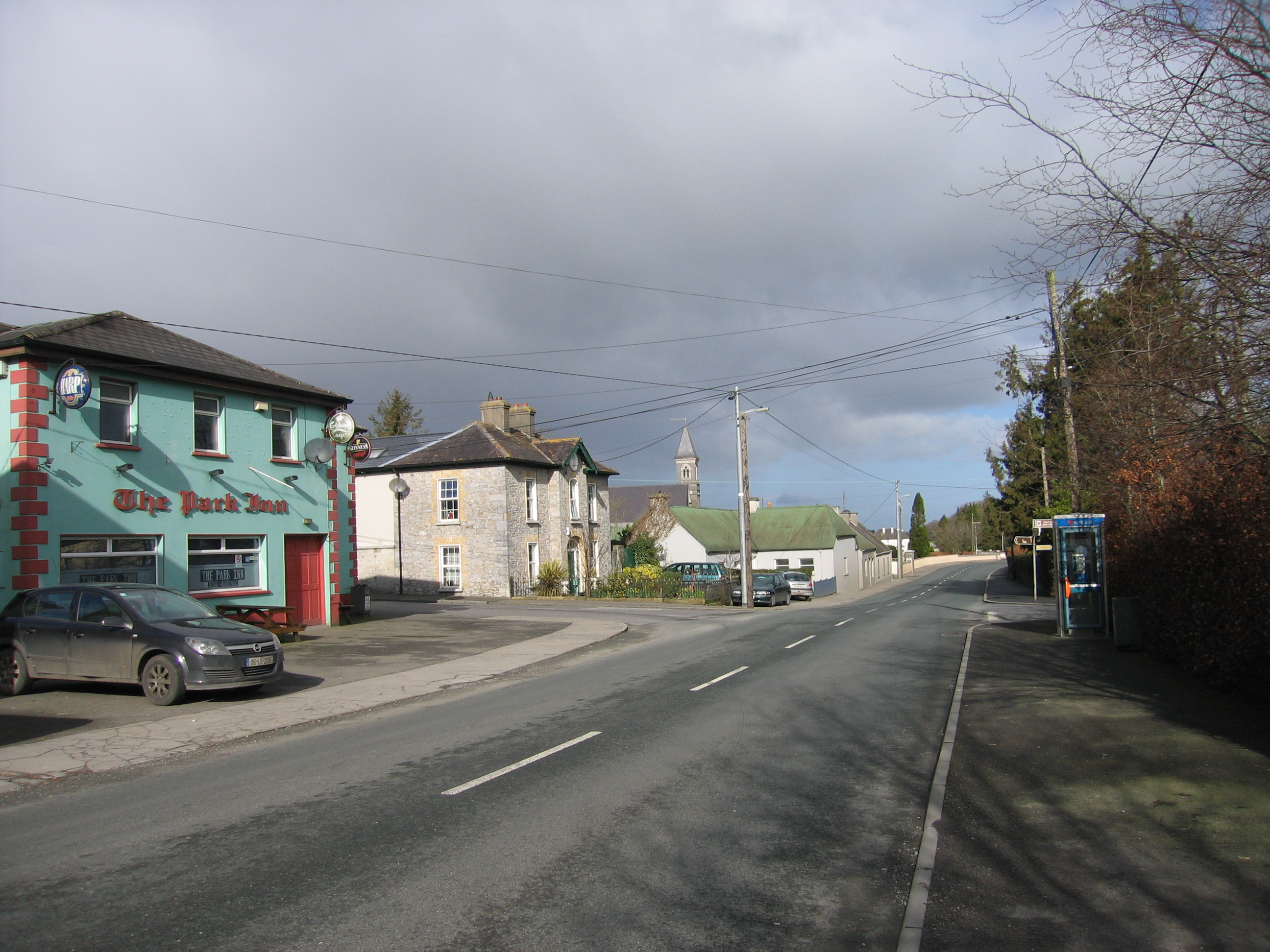
La principale strada di Emo

## Sport
Emo GAA è il club locale della Gaelic Athletic Association.

## Petrolio
La Emo Oil Company ha sede a Portlaoise e prende il nome dal villaggio. Inoltre Il marchio è il più grande distributore di petrolio in Gran Bretagna e Irlanda del Nord.